# IC 4588
IC 4588 је елиптична галаксија у сазвјежђу Змија која се налази на листи објеката дубоког неба у Индекс каталогу.
Деклинација објекта је + 23° 55' 0" а ректасцензија 16h 5m 4,2s. Привидна величина (магнитуда) објекта IC 4588 износи 15,0 а фотографска магнитуда 16,0.